# Gotthilf Treuer
Gotthilf Treuer (* 11. Februar 1632 in Beeskow/Mark Brandenburg; † 20. März 1711 in Frankfurt (Oder)) war ein deutscher Dichter und Poetiker der Barockzeit.

## Leben
Treuer war der Sohn des gleichnamigen Beeskower Bürgermeisters. Er studierte Theologie an der Universität Frankfurt (Oder) und trat schon als Zwanzigjähriger die Stelle eines Sub-Konrektors unter Michael Schirmer am Berliner Gymnasium zum Grauen Kloster an. 1660 übernahm er das Diakonat in seinem Heimatort Beeskow, und 1672 wurde er Prediger an der Unterkirche in Frankfurt (Oder). Im folgenden Jahre erfolgte die Berufung an die Oberkirche, wo er ab 1672 den Rest seines Lebens als Archidiakon verbrachte.
Treuers zahlreiche Gelegenheitsdichtungen existieren nur in Einzeldrucken und wurden nie gesammelt. Seine fast 2000-seitige Zitatensammlung Deutscher Daedalus erfreute sich großer Beliebtheit unter den Zeitgenossen und wurde von August Buchner für angehende Poeten empfohlen. Johann Rist nahm ihn unter dem Namen <Fidelidor> in den Elbschwanenorden auf.

## Werke (Auswahl)
- Deutscher Daedalus, begreiffendt ein vollständig außgefuhrtes Poetisch Lexicon. 2 Bände. Frankfurt (Oder) 1660 u.ö. (poetischer Zitatenschatz mit Vorrede von August Buchner)
- Kurtze Beschreibung der heidnischen Todten-Töpffe. Nürnberg 1688 (über brandenburgische Urnenfunde)